# Medina de las Torres
Medina de las Torres là một đô thị trong tỉnh Badajoz, Extremadura, Tây Ban Nha. Theo điều tra dân số 2005 (INE), đô thị này có dân số là 1403 người.